# De Akkers (metrostation)
Het Rotterdamse metrostation De Akkers is het eindpunt in de Nederlandse plaats  Spijkenisse van metrolijn C en D. Het is een van de drie stations te Spijkenisse. Onder (en ingebouwd in) het metrostation ligt het winkelcentrum Akkerhof.
Het station werd op 25 april 1985 geopend door de toenmalig minister van Verkeer en Waterstaat Neelie Smit-Kroes. In 2003 heeft het station een renovatie ondergaan waarbij het station een modernere en lichtere uitstraling verkreeg.

## Staartspoor
Achter het station liggen vier aan elkaar gekoppelde opstelsporen, waar 's nachts metro's gestald worden. Aan het eind van deze opstelsporen staan sinds 2002 twee grote walvisstaarten die symbolisch het einde van het gecombineerde metrotraject van lijn C en D aanduiden. Het uiteinde ligt op ongeveer 500 meter van het station in het Vogelenzangpark. Oorspronkelijk waren achter beide sporen vrijliggende uitloopsporen van 300 meter lengte aanwezig. In het kader van de bouw van de Beneluxlijn (metrolijn C) zijn deze verlengd tot de huidige lengte. Het staartspoor is ontworpen door Maarten Struijs, architect en kunstenaar, die ook het naamloze kunstwerk er achter met de walvisstaarten ontwierp.

## Incidenten

### Brand op 1 november 2006
In de nacht van dinsdag 31 oktober op woensdag 1 november 2006 raakte een deel van het station zwaar beschadigd bij een grote brand. De brand ontstond in een metrostel (5200-series) op spoor 1, en sloeg over naar twee andere metrostellen. Daarbij zijn twee metrostellen onherstelbaar beschadigd geraakt en het dak van het station boven spoor 1 raakte ook zwaar beschadigd. Het dak werd kort daarna tijdelijk hersteld. In mei 2007 is dit deel van het dak ontmanteld om deze definitief te kunnen herbouwen.

### Ontsporing op 2 november 2020

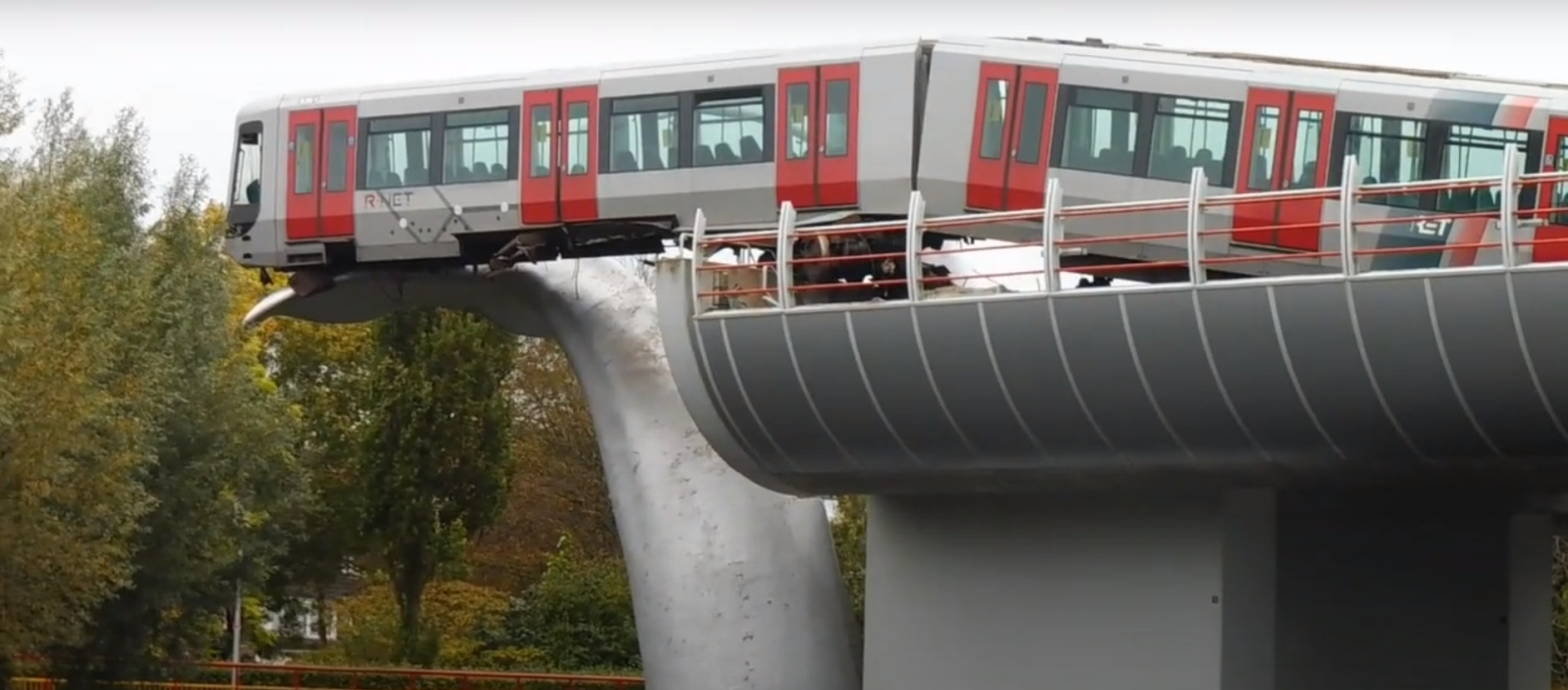
Gestrande metro op 3 november 2020

In de nacht van 2 november 2020 reed metrostel 5351 rond 0.30 uur op het door een stootblok aan het einde van het staartspoor bij het station heen. Het kwam tot stilstand op een van de twee daar geplaatste en tot dezelfde hoogte reikende sculpturen van ontwerper Maarten Struijs. De metrobestuurder kwam met de schrik vrij en werd, na controle in het ziekenhuis, volgens een standaardprocedure aangehouden voor verhoor. Op het moment van het ongeval zaten er geen passagiers meer in de metro.
Veel omwonenden noemen de kunstwerken aan het einde van het metrospoor 'walvisstaarten', een naam die in de berichtgeving door de NOS werd overgenomen. De ontwerper van het kunstwerk verbaasde zich erover dat de staart, die bestaat uit kunststof rond een metalen frame, het gewicht van het metrorijtuig kon dragen. Als het rijtuig niet op de staartsculptuur zou zijn beland was de bestuurder met zijn metrotrein tien meter naar beneden gevallen en in het water van de onderliggende vijver terecht gekomen.
Het ongeval trok wereldwijd de aandacht. Sommigen stelden voor om de metro op het kunstwerk vast te maken en zo te laten staan. Ondanks het samenscholingsverbod vanwege de coronacrisis kwamen veel mensen naar de verongelukte metro kijken.
De plaats van het ongeval was lastig bereikbaar voor zwaar materieel. Om de metro met hijskranen te kunnen wegtakelen moesten er vier bomen worden gekapt, een sloot moest worden gedempt en er moest een noodweg worden aangelegd. Ook werden twee woonhuizen gedurende de berging ontruimd. De verwijdering van het metrostel werd op woensdag 4 november afgerond. Het overhangende deel werd met kranen weggetakeld en op een vrachtwagen geplaatst. Daarna volgde de op het viaduct achtergebleven tweede rijtuig op dezelfde wijze, beide delen werden overgebracht naar metroremise Waalhaven.
Naar de oorzaak van het ongeval werd meteen na het incident een onderzoek ingesteld. Volgens de advocaat van de bestuurder betrof het geen fout van haar cliënt. Onderzoek door de RET en de Metropoolregio Rotterdam-Den Haag heeft uitgewezen dat het ongeval veroorzaakt is door een te hoge maximum toegestane snelheid op het traject, glad spoor en te laat remmen. De totale herstelkosten bedragen circa 1 miljoen euro.

## Afbeeldingen

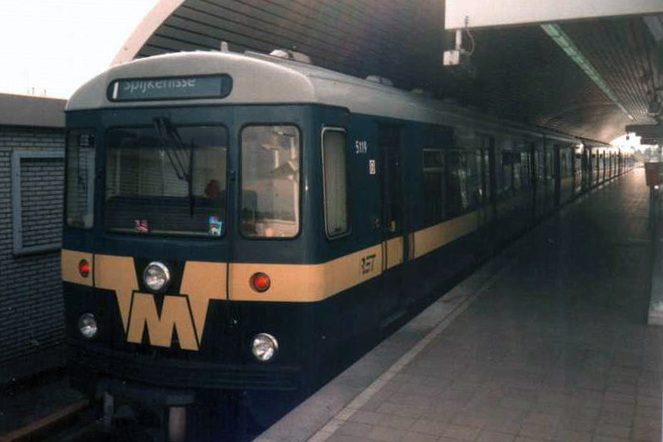
Metrotreinstel 5119 van het  type M (1974) op station De Akkers; augustus 1996.
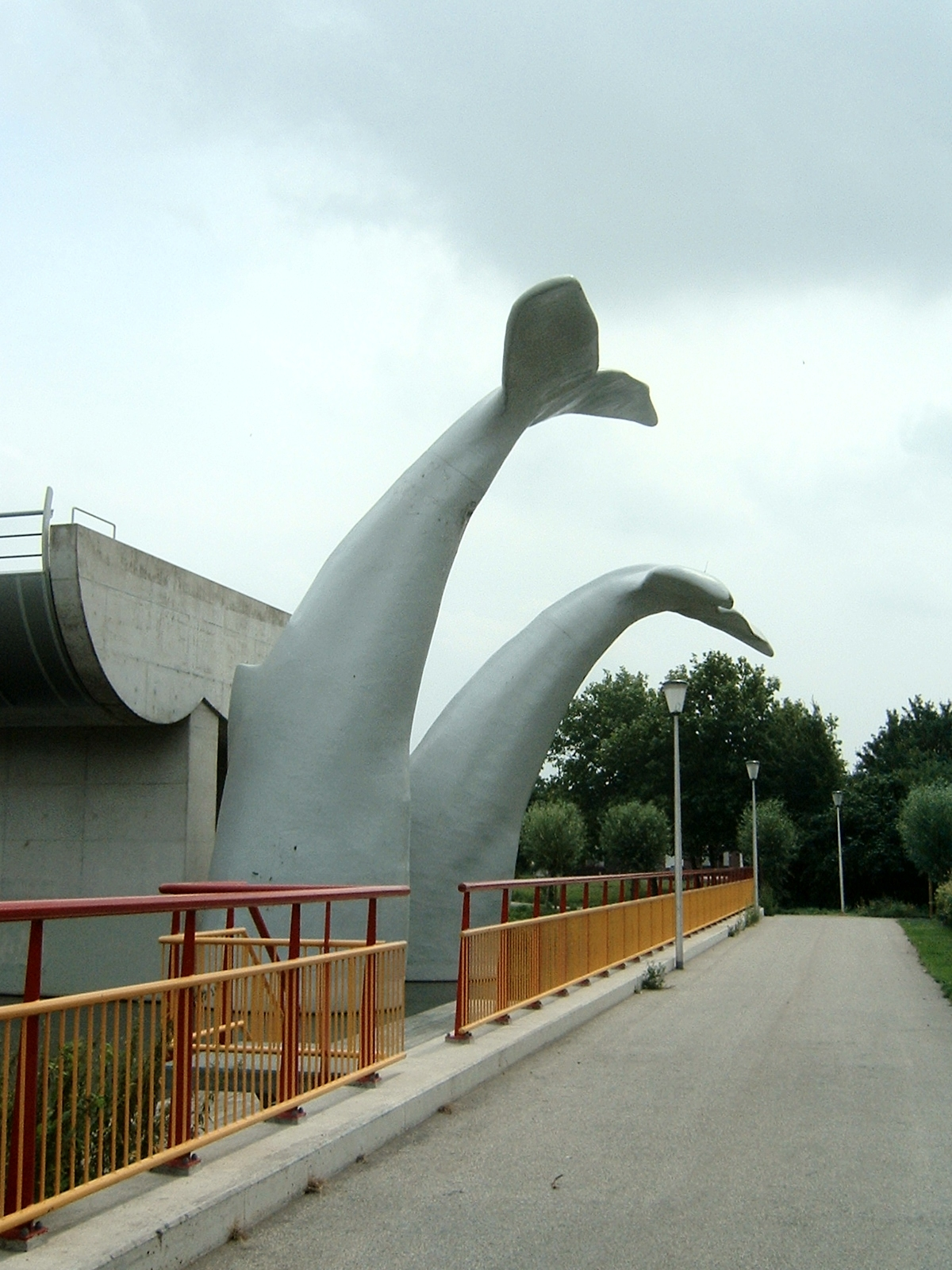
Einde van de metrolijn, met de twee walvisstaarten; 2005.
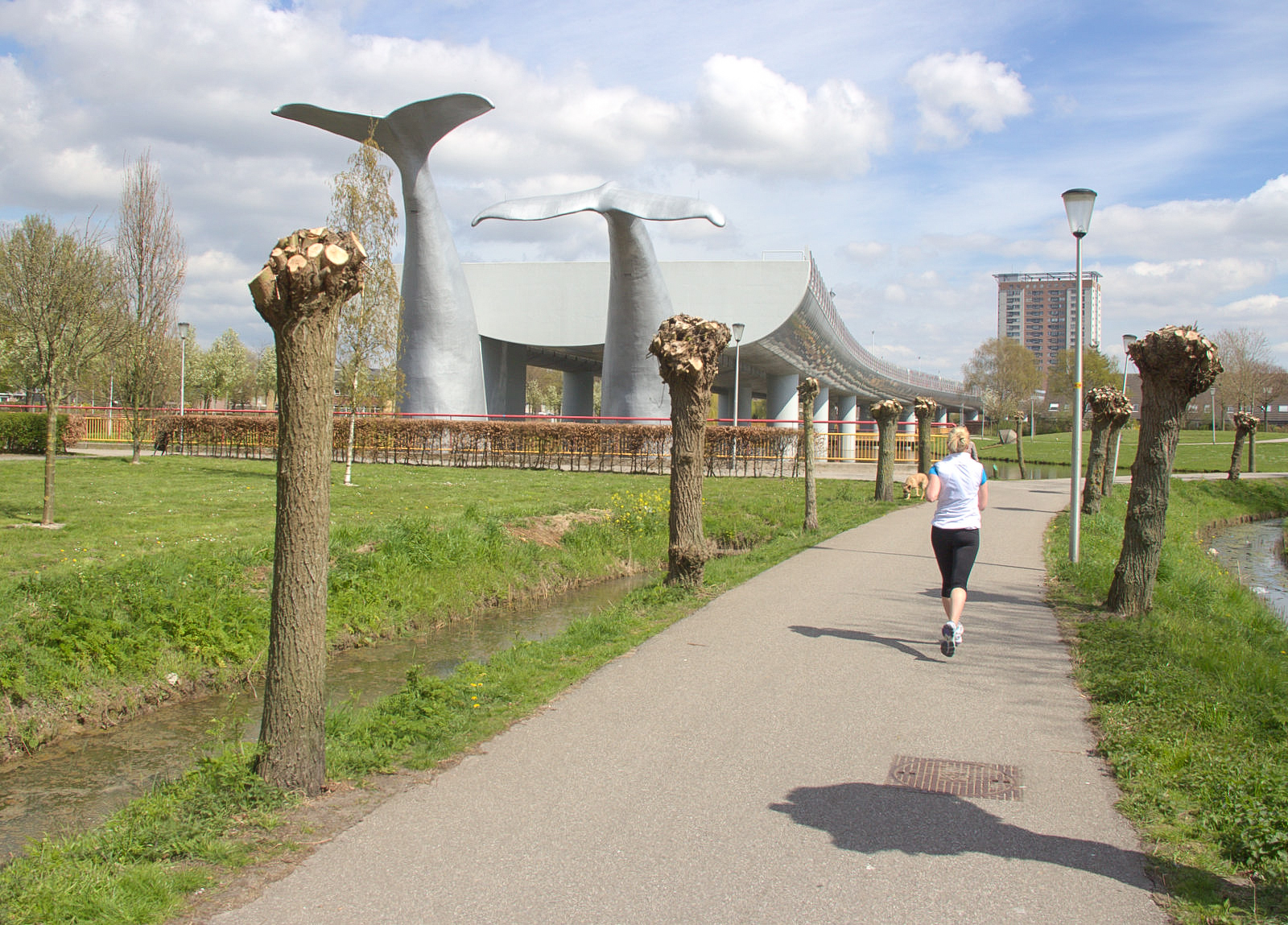
De walvisstaarten gezien vanuit het Vogelenzangpark bij metrostation De Akkers; 2015.

## Overstapmogelijkheden op bus
In Spijkenisse rijdt de Spijkhopper, een flexibele bus van vervoerder EBS die o.a. de wijken Vogelenzang, Centrum, Vriesland, Sterrenkwartier en De Elementen bedient alsook de plaats Hekelingen.

## Mogelijke verlengingen
Ongeveer gelijktijdig met de bouw van metrostation De Akkers zijn de omliggende wijken De Akkers en Vogelenzang gebouwd. Vogelenzang bevindt zich direct achter het metrotraject waarbij op last van de provincie een open park in plaats van woningbouw moest worden ingepland. Hierdoor werd ruimte vrijgehouden voor een eventuele verlenging zonder huizen te hoeven slopen.
In klassieke doortrekkingsplannen werd daarbij vooral gedacht aan de andere groeikernen op Voorne-Putten, zoals Brielle en Hellevoetsluis. Ook werd geopperd mogelijk het metrotraject richting het noorden om te buigen naar een nieuw te bouwen bedrijventerrein bij Geervliet. In 2002 is een gedeelte van de vrije ruimte achter De Akkers gebruikt voor de verlenging van het uitloopspoor. In het verlengde daarvan is het kunstwerk met de twee walvisstaarten geplaatst.
De Terp · Capelle Centrum · Slotlaan · Capelsebrug · Kralingse Zoom · Voorschoterlaan · Gerdesiaweg · Oostplein · Blaak  · Beurs · Eendrachtsplein · Dijkzigt · Coolhaven · Delfshaven · Marconiplein · Schiedam Centrum  · Parkweg · Troelstralaan · Vijfsluizen · Pernis · Tussenwater · Hoogvliet · Zalmplaat · Spijkenisse Centrum · Heemraadlaan · De Akkers
Rotterdam Centraal  · Stadhuis · Beurs · Leuvehaven · Wilhelminaplein · Rijnhaven · Maashaven · Zuidplein · Slinge · Rhoon · Poortugaal · Tussenwater · Hoogvliet · Zalmplaat · Spijkenisse Centrum · Heemraadlaan · De Akkers